# 国手山脈杯国際囲棋戦
国手山脈杯国際囲棋戦（こくしゅさんみゃくはい こくさいいごきせん、국수산맥 국제바둑대회가、国手山脉杯国际围棋赛）は、囲碁の国際棋戦で、2014年に、韓国と中国による団体対抗戦（国手山脈杯中韓囲碁団体対抗戦）と、日本・中華台北を加えたペア碁戦（国手山脈杯国際ペア碁戦）として開始。2016年第3回から団体対抗戦は4国・地域によって行われた。2018年からは、全羅南道国手山脈国際囲碁大会（전라남도 국수산맥 국제바둑대회）として、世界プロ最強戦（個人戦）、ペア碁戦、及び韓国国内トーナメントが行われた。韓国全羅南道で行われる。
- 主催 韓国棋院、全羅南道囲碁協会
- 共催 全羅南道 康津郡、霊岩郡、新安郡

## 方式
- 団体対抗戦は、第1-2回は韓国と中国の5名ずつ（第2回は3名ずつ）の棋士による対抗戦を3戦行う。第3回は韓国、中国、日本、中華台北の各3名ずつによるトーナメント戦。
- ペア碁戦は、韓国・中国・日本・中華台北の1組ずつの棋士によってリーグ戦を行う。第3回はトーナメント戦。
- 持時間は、1-5回は各1時間、使い切ると60秒の秒読み、ペア碁戦は各30分。6回からは各30分、40秒の秒読み3回

## 成績
- 第1回 2014年
  - 団体対抗戦 中国 8-7 韓国
  - ペア碁戦 曺薫鉉・呉政娥ペア（韓国）、曹大元・張越然ペア（中国）、林海峰・黒嘉嘉ペア（中華台北）が同率1位、武宮正樹・万波奈穂ペア（日本）が4位
- 第2回 2015年
  - 団体対抗戦 韓国 5-4 中国
  - ペア碁戦 結城聡・吉田美香ペア（日本）、曺薫鉉・李映周ペア（韓国）、劉小光・宋容慧ペア（中国）が2勝1敗の同率1位、王立誠・蘇聖芳ペア（中華台北）が4位
- 第3回 2016年 
  - 団体対抗戦 1位韓国、2位中国、3位中華台北、4位日本
  - ペア碁戦 1位李昌鎬・呉侑珍ペア（韓国）、2位依田紀基・謝依旻ペア（日本）、3位周俊勲・兪俐均ペア（中華台北）、4位常昊・於之瑩ペア（中国）
- 第4回 2017年
  - 団体対抗戦 1位中国、2位韓国、3位中華台北、4位日本
  - ペア碁戦 1位李昌鎬・呉侑珍ペア（韓国）、2位陳詩淵・黒嘉嘉ペア（中華台北）、3位孔傑・於之瑩ペア（中国）、4位柳時熏・上野愛咲美ペア（日本）
- 第5回 2018年
  - 世界プロ最強戦 朴廷桓（韓国） - 王元均（中華台北）
  - ペア碁戦 陸敏全（中国）・李昌鎬（韓国） - 黒嘉嘉（中華台北）・王磊（中国）
  - 韓国内個人戦 李志賢 - 卞相壹
- 第6回 2019年
  - 世界プロ最強戦 陳耀燁（中国） - 廖元赫（中国）
  - ペア碁戦 兪俐均・王立誠（中華台北） - 高星・兪斌（中国）
  - 韓国内個人戦 朴永訓 - 韓升周
- 第7回 2021年
  - 世界プロ最強戦 卞相壹（韓国） - 申眞諝（韓国）
  - 韓国内個人戦 朴永訓 - 安成浚
- 第8回 2022年
  - 世界プロ最強戦 申眞諝（韓国） - 卞相壹（韓国）
  - 韓国内個人戦 李元栄 - 洪性志
- 第9回 2023年
  - 世界プロ最強戦 申旻埈（韓国） - 申眞諝（韓国）
- 第10回 2024年
  - 世界プロ最強戦 賴均輔（中華台北） - 申眞諝（韓国）

## 第1回
2014年8月9-11日に開催。
- 優勝賞金 団体対抗戦1億ウォン（2位 4000万ウォン）、ペア碁戦3000万ウォン（2位 1500万ウォン）

### 団体対抗戦
- 第1戦（2014年8月9日、霊岩郡）
  - 韓国 3-2 中国
  - 李世乭 ×-○ 柁嘉熹
  - 朴廷桓 ×-○ 陳耀燁
  - 姜東潤 ○-× 檀嘯
  - 金昇宰 ○-× 唐韋星
  - 金顕燦 ○-× 邱峻

- 第2戦（2014年8月10日、康津郡）
  - 韓国 3-2 中国
  - 李世乭 ○-× 柁嘉熹
  - 朴廷桓 ○-× 陳耀燁
  - 姜東潤 ×-○ 檀嘯
  - 金昇宰 ×-○ 邱峻
  - 金顕燦 ○-× 唐韋星

- 第3戦（2014年8月11日、新安郡）
  - 韓国 1-4 中国
  - 李世乭 ×-○ 柁嘉熹
  - 朴廷桓 ○-× 檀嘯
  - 姜東潤 ×-○ 唐韋星
  - 金昇宰 ×-○ 陳耀燁
  - 金顕燦 ×-○ 邱峻

### ペア碁戦
（左側が勝ち）
- 1回戦
  - 曹大元・張越然（中国） - 曺薫鉉・呉政娥（韓国）
  - 林海峰・黒嘉嘉（中華台北） - 武宮正樹・万波奈穂（日本）
- 2回戦
  - 曺薫鉉・呉政娥 - 武宮正樹・万波奈穂
  - 林海峰・黒嘉嘉 - 曹大元・張越然
- 3回戦
  - 曹大元・張越然 - 武宮正樹・万波奈穂
  - 曺薫鉉・呉政娥 - 林海峰・黒嘉嘉

林海峰・黒嘉嘉ペア、曹大元・張越然ペア、曺薫鉉・呉政娥ペアが2勝1敗の同率1位となり、1-3位までの賞金を等分した。

## 第2回
2015年8月7-11日に、韓国の全羅南道で開催された。
- 優勝賞金 団体対抗戦6000万ウォン（2位3000万ウォン）、ペア碁戦2000万ウォン（2位1000万ウォン）

### 団体対抗戦
- 第1戦（2015年8月8日、康津郡）
  - 中国 2-1 韓国
  - 羋昱廷 ×-○ 朴廷桓
  - 范廷鈺 ○-× 李世乭
  - 柁嘉熹 ○-× 崔哲瀚

- 第2戦（2015年8月9日、霊岩郡）
  - 韓国 3-0 中国
  - 李世乭 ○-× 羋昱廷
  - 崔哲瀚 ○-× 范廷鈺
  - 朴廷桓 ○-× 柁嘉熹

- 第3戦（2015年8月10日、新安郡）
  - 中国 2-1 韓国
  - 羋昱廷 ○-× 崔哲瀚
  - 柁嘉熹 ○-× 李世乭
  - 范廷鈺 ×-○ 朴廷桓

### ペア碁戦
（左側が勝ち）
- 1回戦（2015年8月8日）
  - 結城聡・吉田美香（日本） - 劉小光・宋容慧（中国）
  - 曺薫鉉・李映周（韓国） - 王立誠・蘇聖芳（中華台北）
- 2回戦（2015年8月9日）
  - 曺薫鉉・李映周 - 結城聡・吉田美香
  - 劉小光・宋容慧 - 王立誠・蘇聖芳
- 3回戦（2015年8月10日）
  - 結城聡・吉田美香 - 王立誠・蘇聖芳
  - 劉小光・宋容慧 - 曺薫鉉・李映周

結城聡・吉田美香ペア、曺薫鉉・李映周ペア、劉小光・宋容慧ペアが2勝1敗の同率1位となった。

## 第3回
2016年8月3-5日に、韓国の全羅南道康津郡で開催された。
- 優勝賞金 団体対抗戦5000万ウォン（2位2000万ウォン）、ペア碁戦2000万ウォン（2位1000万ウォン）

### 団体対抗戦
- 1回戦（2015年8月4日）
  - 中国 3-0 中華台北
    - 周睿羊 ○-× 陳詩淵
    - 范廷鈺 ○-× 蕭正浩
    - 陳耀燁 ○-× 王元均

  - 韓国 3-0 日本
    - 姜東潤 ○-× 芝野虎丸
    - 朴廷桓 ○-× 富士田明彦
    - 李世乭 ○-× 余正麒

- 決勝戦（2015年8月5日）
  - 韓国 3-0 中国
    - 姜東潤 ○-× 周睿羊
    - 朴廷桓 ○-× 范廷鈺
    - 李世乭 ○-× 陳耀燁

- 3位決定戦（2015年8月5日）
  - 中華台北 2-1 日本
    - 陳詩淵 ×-○  芝野虎丸
    - 蕭正浩 ○-× 富士田明彦
    - 王元均 ○-× 余正麒

### ペア碁戦
（左側が勝ち）
- 1回戦（2015年8月3日）
  - 李昌鎬・呉侑珍（韓国） - 周俊勲・兪俐均（中華台北）
  - 依田紀基・謝依旻（日本） - 常昊・於之瑩（中国）
- 決勝戦（2015年8月5日）
  - 李昌鎬・呉侑珍 - 依田紀基・謝依旻
- 3位決定戦（2015年8月5日）
  - 周俊勲・兪俐均 - 常昊・於之瑩

## 第4回
2017年7月29-31日に、韓国の新安郡で開催された。
- 優勝賞金 団体対抗戦5000万ウォン（2位2000万ウォン）、ペア碁戦2000万ウォン（2位1000万ウォン）

### 団体対抗戦
- 1回戦（2017年7月29日、霊岩郡）
  - 中国 3-0 中華台北
    - 党毅飛 ○-× 蕭正浩
    - 李欽誠 ○-× 王元均
    - 楊鼎新 ○-× 林立祥

- - 韓国 3-0 日本
    - 朴廷桓 ○-× 平田智也
    - 李世乭 ○-× 本木克弥
    - 申眞諝 ○-× 富士田明彦

- 決勝戦（2017年7月31日、新安郡）
  - 中国 2-1 韓国
    - 党毅飛 ×-○ 朴廷桓
    - 李欽誠 ○-× 李世乭
    - 楊鼎新 ○-× 申眞諝

- 3位決定戦（2017年7月31日、新安郡）
  - 中華台北 2-1 日本
    - 蕭正浩 ×-○ 平田智也
    - 王元均 ○-× 本木克弥
    - 林立祥 ○-× 富士田明彦

### ペア碁戦
（左側が勝ち）
- 1回戦（2017年7月30日、康津郡）
  - 李昌鎬・呉侑珍（韓国） - 孔傑・於之瑩（中国）
  - 陳詩淵・黒嘉嘉（中華台北） - 柳時熏・上野愛咲美（日本）
- 決勝戦（2017年7月31日、新安郡）
  - 李昌鎬・呉侑珍 - 陳詩淵・黒嘉嘉
- 3位決定戦（2017年7月31日、新安郡）
  - 孔傑・於之瑩 - 柳時熏・上野愛咲美

## 第5回
2018年7月28-30日に、韓国全羅南道新安郡で行われた。
- 優勝賞金 世界プロ最強戦 5000万ウォン、ペア碁戦2000万ウォン

### 世界プロ最強戦
- 1回戦
  - 朴廷桓（韓国） - 一力遼（日本）、 楊鼎新（中国） - 羅玄（韓国）
  - 廖元赫（中国） - 元晟溱（韓国）、 姜東潤（韓国） - 井山裕太（日本）
  - 王元均（中華台北） - 朴永訓（韓国）、 范胤（中国） - 李世乭（韓国）
  - 金志錫（韓国） - 林君諺（中華台北）、 申眞諝（韓国） - 結城聡（日本）
- 2回戦 朴廷桓 - 楊鼎新、 廖元赫 - 姜東潤、 王元均 - 范胤、 金志錫 - 申眞諝
- 準決勝 朴廷桓 - 廖元赫、 王元均 - 金志錫
- 決勝戦 朴廷桓 - 王元均

### ペア碁戦
- 1回戦
  - 陸敏全（中国）・李昌鎬（韓国） - 呉侑珍（韓国）・高尾紳路（日本）
  - 黒嘉嘉（中華台北）・王磊（中国） - 謝依旻（日本）・林至涵（中華台北）
- 決勝戦 陸敏全・李昌鎬 - 黒嘉嘉・王磊
- 3位決定戦 呉有珍・高尾紳路 - 謝依旻・林至涵

### 韓国内個人戦
- 3回戦 李志賢 - 趙漢乗、李映九 - 金明訓、卞相壹 - 朴珉奎、尹畯相 - 安亨浚
- 準決勝 李志賢 - 李映九、卞相壹 - 尹畯相
- 決勝戦 李志賢 - 卞相壹

## 第6回
2019年8月23-5日に、韓国全羅南道新安郡、霊岩郡、康津郡で行われた。
- 優勝賞金 世界プロ最強戦 5000万ウォン、ペア碁戦 2000万ウォン、韓国内個人戦 2500万ウォン

### 世界プロ最強戦
- 1回戦
  - 陳耀燁（中国） - 李昌鎬（韓国）、 山下敬吾（日本） - 朴廷桓（韓国）
  - 申眞諝（韓国） - 許皓鋐（中華台北）、 金志錫（韓国） - 村川大介（日本）
  - 廖元赫（中国） - 李志賢（韓国）、 李東勲（韓国） - 范廷鈺（中国）
  - 申旻埈（韓国） - 王元均（中華台北）、 卞相壹（韓国） - 井山裕太（日本）
- 2回戦 陳耀燁 - 山下敬吾、申眞諝 - 金志錫、廖元赫 - 李東勲、卞相壹 - 申旻埈
- 準決勝 陳耀燁 - 申眞諝、廖元赫 - 卞相壹
- 決勝戦 陳耀燁 - 廖元赫

### ペア碁戦
- 1回戦
  - 高星・兪斌（中国） - 辻華・山田規三生（日本）
  - 兪俐均・王立誠（中華台北） - 許瑞玹・劉昌赫（韓国）
- 決勝戦 兪俐均・王立誠 - 高星・兪斌
- 3位決定戦  許瑞玹・劉昌赫 - 辻華・山田規三生

### 韓国内個人戦
- 3回戦 朴永訓 - 李昌錫、姜東潤 - 朴進率、韓升周 - 朴鎮鍈、呉政娥 - 金相天
- 準決勝 朴永訓 - 姜東潤、韓升周 - 呉政娥
- 決勝戦 朴永訓 - 韓升周

## 第7回
2021年12月10-12日に、韓国全羅南道新安郡、霊岩郡で行われた。
- 優勝賞金 世界プロ最強戦 5000万ウォン、韓国内個人戦 2500万ウォン

### 世界プロ最強戦
- 1回戦
  - 卞相壹（韓国） - 河野臨（日本）、 范廷鈺（中国） - 崔哲瀚（韓国）
  - 許家元（日本） - 金明訓（韓国）、 黄雲嵩（中国） - 申旻埈（韓国）
  - 申眞諝（韓国） - 王元均（中華台北）、 山下敬吾（日本） - 崔精（韓国）
  - 許嘉陽（中国） - 元晟溱（韓国）、 許皓鋐（中華台北） - 朴廷桓（韓国）
- 2回戦 卞相壹 - 范廷鈺、許家元 - 黄雲嵩、申眞諝 - 山下敬吾、許嘉陽 - 許皓鋐
- 準決勝 卞相壹 - 許家元、申眞諝 - 許嘉陽
- 決勝戦 卞相壹 - 申眞諝

### 韓国内個人戦
- 2回戦 朴永訓 - 安正己、姜知勲 - 白現宇、安成浚 - 朴河旼、金庭賢 - 金眞輝
- 準決勝 朴永訓 - 姜知勲、安成浚 - 金庭賢
- 決勝戦 朴永訓 - 安成浚

## 第8回
2022年8月13-15日に、韓国全羅南道霊岩郡、新安郡で行われた。
- 優勝賞金 世界プロ最強戦 7500万ウォン、韓国内個人戦 2500万ウォン

### 世界プロ最強戦
- 1回戦
  - 申眞諝（韓国） - 芈昱廷（中国）、 金志錫（韓国） - 井山裕太（日本）
  - 朴廷桓（韓国） - 一力遼（日本）、 趙晨宇（中国） - 金明訓（韓国）
  - 卞相壹（韓国） - 丁浩（中国）、 申旻埈（韓国） - 許家元（日本）
  - 元晟溱（韓国） - 賴均輔（中華台北）、 姜東潤（韓国） - 王元均（中華台北）
- 2回戦 申眞諝 - 金志錫、朴廷桓 - 趙晨宇、卞相壹 - 申旻埈、元晟溱 - 姜東潤、
- 準決勝 申眞諝 - 朴廷桓、卞相壹 - 元晟溱
- 決勝戦 申眞諝 - 卞相壹

### 韓国内個人戦
- 3回戦 李元栄 - 韓熊熙、朴鍵昊 - 崔哲瀚、洪性志 - 金彩瑛、白現宇 - 朴承華
- 準決勝 李元栄 - 朴鍵昊、洪性志 - 白現宇
- 決勝戦 李元栄 - 洪性志

## 第9回
2023年9月26-28日に、韓国全羅南道霊岩郡、新安郡で行われた。
- 優勝賞金 世界プロ最強戦 7500万ウォン

### 世界プロ最強戦
- 1回戦
  - 申旻埈（韓国） - 佐田篤史（日本）、許皓鋐（中華台北） - 朴珉奎（韓国）
  - 卞相壹（韓国） - 黄雲嵩（中国）、范廷鈺（中国） - 李元道（韓国）
  - 申眞諝（韓国） - 伊田篤史（日本）、金明訓（韓国） - 謝科（中国）
  - 芝野虎丸（日本） - 朴廷桓（韓国）、金志錫（韓国） - 林書陽（中華台北）
- 2回戦 申旻埈 - 許皓鋐、卞相壹 - 范廷鈺、申眞諝 - 金明訓、芝野虎丸 - 金志錫
- 準決勝 申旻埈 - 卞相壹、申眞諝 - 芝野虎丸
- 決勝戦 申旻埈 - 申眞諝

## 第10回
2024年8月3-5日に、韓国全羅南道霊岩郡、新安郡で行われた。
- 優勝賞金 世界プロ最強戦 1億ウォン

### 世界プロ最強戦
| 1回戦 - 賴均輔（中華台北） - 朴珉奎（韓国） - 范廷鈺（中国） - 崔光戸（韓国） - 卞相壹（韓国） - 趙晨宇（中国） - 姜昇旼（韓国） - 井山裕太（日本） - 申眞諝（韓国） - 許皓鋐（中華台北） - 一力遼（日本） - 金明訓（韓国） - 申旻埈（韓国） - 王星昊（中国） - 芝野虎丸（日本） - 朴廷桓（韓国） | 2回戦 - 賴均輔 - 范廷鈺 - 卞相壹 - 姜昇旼 - 申眞諝 - 一力遼 - 申旻埈 - 芝野虎丸 | 準決勝 - 賴均輔 - 卞相壹 - 申眞諝 - 申旻埈 決勝戦 - 賴均輔 - 申眞諝 |